# Sartes
Sartes település Franciaországban, Vosges megyében. Lakosainak száma 90 fő (2022. január 1.). Sartes Harréville-les-Chanteurs, Outremécourt, Sommerécourt, Gendreville, Jainvillotte, Pompierre és Bourmont entre Meuse et Mouzon községekkel határos.

## Népesség
A település népessége az elmúlt években az alábbi módon változott:
| Lakosok száma | 101  | 101  | 103  | 99   | 96   | 95   | 95   | 94   | 90   |
|               | 2013 | 2015 | 2016 | 2017 | 2018 | 2019 | 2020 | 2021 | 2022 |